# 1064 w polityce

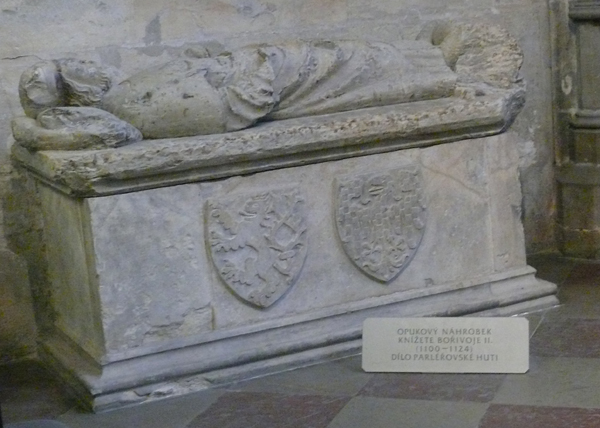
Nagrobek Borzywoja II

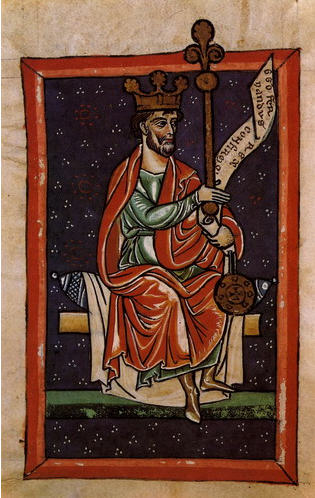
Ferdynand I Wielki

Wydarzenia polityczne w 1064 roku.

## Wydarzenia
- Ferdynand I Wielki, król Kastylii i Leónu, zdobywa Coimbrę[1].
- Konsekracja odbudowanej katedry w Gnieźnie i odnowienie arcybiskupstwa[2][1].
- Węgry odbijają z rąk Bizancjum Belgrad[2].
- Początek najazdów Seldżuków na Armenię i Gruzję[1].

## Urodzili się
- Borzywoj II, książę czeski (data przybliżona)[3].